# Vijfvingerkruid
Vijfvingerkruid (Potentilla reptans) is een vaste plant, die behoort tot de Rozenfamilie (Rosaceae). De soort komt bijna op het hele noordelijk halfrond voor. Vijfvingerkruid kan zich sterk uitbreiden door de houtachtige wortelstokken, die een dicht netwerk kunnen vormen.
De behaarde plant wordt 10-20 cm hoog en vormt een bladrozet. De rozetbladeren zijn handvormig samengesteld, vijftallig of soms zeventallig. De roodgetinte stengels zijn kruipend en wortelen op de knopen. De plant bloeit van juni tot augustus, met 1,5-3 cm grote, alleenstaande, gele, vijftallige bloemen. De vrucht is een schijnvrucht.
Vijfvingerkruid komt voor op vochtige, voedselrijke grond in grasland, duinvalleien, uiterwaarden, wegbermen op stenige plaatsen.
De plant is schadelijk voor schapen als ze er veel van eten.